# 等価線量
等価線量（とうかせんりょう、英: equivalent dose）とは、放射線防護のための人体の各臓器の被曝線量を表す線量概念を言う。放射線を被曝した人体組織の臓器吸収線量に放射線加重係数を乗じたものとして定義され、単位はシーベルト（記号:Sv）が用いられる。
ただし、等価線量は放射線防護量であるので、あくまで確率的影響のリスク制限に用いるためのものである。そのため、同じく臓器の被曝でも、確定的影響を問題とするような場合は臓器吸収線量（Gy）が用いられる。

## 概要
放射線被曝による生物影響を考える上で人体組織が放射線から得たエネルギー量である臓器の吸収線量（臓器吸収線量）は重要な指標である。しかしながら、生物影響は同一の臓器吸収線量であっても
1. 放射線の種類（アルファ線、ベータ線、ガンマ線、中性子線など）
2. 放射線を粒子として扱う場合[注釈 6]におけるその粒子のエネルギー（中性子、陽子のみ）

が異なればその影響も異なってくるため、放射線の生物影響の尺度としてそのまま用いることはできない。
ガンマ線・X 線による生物影響を基準とした生物学的効果比(Relative Biological Effectiveness; RBE)を吸収線量に掛け合わせることで、放射線の種類の違いを平準化した線量が古くから提案されてきた。しかしながら、RBE に関する十分なデータが存在しなかったことから、RBE に代わって線エネルギー付与(Linear Energy Transfer ; LET)を用いて補正係数である線質係数(quality factor)とそれを空間のある一点における吸収線量に掛け合わせた線量当量(dose equivalent)が1977年のICRP勧告にて定義された。
ところが、放射線防護上関心のあるのは、ある一点における吸収線量ではなく、組織・臓器全体の吸収線量である。線量当量という概念は、被曝を受けたのが特定の組織であるのか、あるいはいくつか複数の組織なのかが常に曖昧であるという弱点がある。そこで、ICRP1990年勧告においては防護量としての線量当量概念の大幅な見直しがなされ、ある一点ではなく臓器の全体が受けた線量の平均臓器吸収線量の係数として放射線加重係数（radiation weighting factor）とそれで平均臓器吸収線量を加重した等価線量（equivalent dose）が改めて定義された。
等価線量の用途
等価線量は実務としては、人体組織・臓器の一つである皮膚、眼などの線量限度を定めるなどの線量管理に用いられる。これは、限局した領域の皮膚、眼に対しては組織加重係数が与えられていないことから、個人の実効線量に加算することができないためである。
等価線量の測定
等価線量は人体の臓器に対して定義されたものであるため、例えば、甲状腺などの体の内部の臓器について直接測ることは原理的にできない。そのため、実務として等価線量は、環境モニタリングまたは個人モニタリングの結果から観念的に実際受けたであろう量以上の線量当量を計算によって算出し、それを等価線量とみなすことで求められる。

## 定義
放射線 R の人体の臓器 T に対する等価線量は以下のように定義される。
(臓器 T の等価線量) HT = (臓器 T の平均吸収線量) DT × (放射線 R の放射線加重係数) wR
[HT] = Sv、[DT] = Gy、[wR] = 1

### 放射線加重係数（radiation weighting factor）
算出に用いられる放射線加重係数は、放射線の種類によって値が異なり、X線、ガンマ線、ベータ線は 1、 陽子線は 5、 アルファ線は 20、 中性子線はエネルギーにより 5 から 20 までの値をとる。
放射線加重係数は、国際放射線防護委員会1990年勧告による下表のものが広く使用されている。なお、2007年に新しく発表された勧告では、中性子の放射線加重係数として、線量計算の実用的観点から連続関数が導入されている。
| 放射線の種類（R）                | エネルギー（E）範囲      | 放射線加重係数 | 線質係数 |
| -------------------------------- | ------------------------ | -------------- | -------- |
| 光子 (電磁波、X線、ガンマ線など) | 全エネルギー             | 1              | 1        |
| 軽粒子（電子、ミュー粒子など）   | 全エネルギー             | 1              | 1        |
| 中性子                           | E < 10 keV               | 5              | 10       |
| 中性子                           | 10 keV < E < 100 keV     | 10             | 10       |
| 中性子                           | 100 keV<E < 2 MeV        | 20             | 10       |
| 中性子                           | 2 MeV < E < 20 Mev       | 10             | 10       |
| 中性子                           | 20 Mev < E               | 5              | 10       |
| 陽子                             | 反跳陽子を除く,2 MeV < E | 5              | 10       |
| α粒子、核分裂片、重原子核        |                          | 20             | 20       |

- 1 Sv = 1000 mSv（ミリシーベルト） = 1000000 μSv（マイクロシーベルト）

## 等価線量限度（equivalent dose limits）
臓器 T の等価線量をある特定の期間中で積み上げたものの限度の量を等価線量限度（equivalent dose limits）と呼ぶ。なお、臓器に対して定義される等価線量限度は、個人の身体全体に対して定義される実効線量限度とは別の概念である。

### 職業被曝（occupational exposure）
日本の法律においては、放射線業務従事者の2つの臓器（眼の水晶体、皮膚）及び妊娠中女性従業員の腹部表面などの一年間に受ける等価線量の限度について定められている。電離則第四条-第七条

## 線量当量
線量当量（せんりょうとうりょう、英: dose equivalent）とは、人体の被曝線量を表す線量概念の一つである。線量当量の単位はシーベルト（記号:Sv）が用いられる。ICRPは1990年勧告で等価線量に置き換えるまで防護量(protection quantity)の尺度として扱った。線量当量と等価線量の定義上の大きな違いは、線量当量がある一点に対して定義されるものであるのに対して、等価線量は臓器に対して定義される点である。概念的に等価線量の方が線量当量よりも放射線防護量としては適切であるが、等価線量自体をそのまま計測することは困難である。そのため、モニタリングにおける放射線計測の実用量として用いられる。国際放射線単位測定委員会（ICRU）によってモニタリングに用いられる諸量が定められている。

### 定義
吸収線量に線質係数を掛け合わせたものを線量当量(dose equivalent)と呼ぶ。
(線量当量) H = (吸収線量) D × (線質係数) Q
[H] = Sv、[D] = Gy、[Q] = 1

### モニタリングの実用量としての線量当量
モニタリング(monitoring)とは、放射線防護の目標が達成されているか否かを判断するために行われる放射線あるいは放射能の測定と、測定結果の解釈・評価を含む一連の行為をいい、放射線管理上の基本的な行為である。放射線防護量としての等価線量や実効線量は直接測定することができないため、直接測定できる実用量として線量当量が用いられる。
モニタリングに用いられる線量当量としては以下のように環境モニタリングと個人モニタリングにそれぞれ関連したものが定義される。
環境モニタリングに用いられるもの
- 周辺線量当量(ambient dose equivalent)H*(d)
- 方向性線量当量(directional dose equivalent)H'(d,Ω)

個人モニタリングに用いられるもの
- 個人線量当量(personal dose equivalent)Hp(d)

#### モニタリングの実用量と法令上の線量概念との対応
| 対象モニタリング | 防護量   | 実用量              | 実用量の法令上の名称 |
| ---------------- | -------- | ------------------- | -------------------- |
| 環境モニタリング | 実効線量 | 周辺線量当量 H*(10) | 1 cm線量当量         |
| 個人モニタリング | 実効線量 | 個人線量当量 Hp(10) | 1 cm線量当量         |

※1 1 cm線量当量は実効線量に対応する実用量である。

※2 なお、法令に従ったモニタリング業務において「空間線量」という言葉は、環境モニタリングにおける1 cm線量当量（周辺線量当量 H*(10) ）を意味するとされる。
| 対象モニタリング | 防護量                                                 | 実用量                                                    | 実用量の法令上の名称    |
| ---------------- | ------------------------------------------------------ | --------------------------------------------------------- | ----------------------- |
| 環境モニタリング | 眼の水晶体の等価線量 皮膚の等価線量                    | 方向性線量当量 H(3,α) 方向性線量当量 H(0.07,α)            | なし 70 μm線量当量      |
| 個人モニタリング | 眼の水晶体の等価線量 皮膚の等価線量 腹部表面の等価線量 | 個人線量当量Hp(3) 個人線量当量Hp(0.07) 個人線量当量Hp(10) | なし 70 μm線量当量 なし |

### 補足定義

#### 線エネルギー付与（LET：Linear Energy Transfer）
荷電粒子放射線の単位長さあたりのエネルギー損失量 を線エネルギー付与(LET；Linear Energy Transfer)と呼ぶ。電荷の無いガンマ線や X 線、中性子線には本来適用できないが、物質との相互作用によって発生する荷電粒子線（二次線）に適用したものをその中性の放射線の LET としている。
低 LET 放射線と高 LET 放射線の分類
放射線による生物影響を考えるにあたって、放射線は LET の大きさで低 LET 放射線と高 LET 放射線の二つに分類される。
低 LET 放射線
電子線（この場合はベータ線も含まれる）、ガンマ線、X 線
高 LET 放射線
アルファ線や速い中性子線（熱中性子線ではない）など。

#### 生物学的効果比（RBE：Relative Biological Effectiveness）
放射線の線質（放射線の種類、エネルギー）が異なると、同じ線量を与えても生物効果の程度は大きく異なる。そこで線質の異なる放射線の作用を比較するにあたっては、基準放射線と呼ばれる基準の放射線を定めた上で、次の式で定義される生物学的効果比(RBE：Relative Biological Effectiveness)が用いられる。
RBE = （ある生物効果を引き起こすに必要な基準放射線の線量） / （問題としている放射線で同じ効果を引き起こすに必要な線量）
基準放射線としては、250 keVの X 線が用いられることが多い。
なお、一般に高 LET 放射線の RBE は１よりも大きくなる。

## その他
- 生物学的等価線量 (Biological Equivalent Dose, BED) は、「等価線量」と名前に付くが、本記事で解説される等価線量とは全く異なる概念である。